# Musikåret 1998

## Händelser

### Januari
- Januari – Den svenska etnopopgruppen Nordman splittras.[1]
- 3–4 – Svensk polis slår till mot den så kallade Brottbykonserten, en nynazistisk rockkonsert i Brottby i Sverige. De inblandade åtalas för hets mot folkgrupp[2].
- 10 – Det schweiziska hårdrocksbandet Excentric bildas.
- 23 – Filmen Spiceworld, om popgruppen Spice Girls, sågas totalt av recensenterna efter biopremiären i USA.[3]
- 23 – Daniel Börtz opera Marie Antoinette har premiär på Folkoperan i Stockholm[4].
- 29–31 – Eskilstuna är så kallad "Popstad" i dagarna tre.[5]

### Februari
- 16 – Årets Grammisgala i Sverige äger rum och sänds i TV 4[6].
- 19 – The Stray Cats återförneas för en välgörenhetskonsert för Carl Perkinss stiftelse House of Blues i Los Angeles.[7]
- 24 – Elton John adlas av drottning Elizabeth II.
- 28 – I Oslo vinner låten Alltid sommer, framförd av Lars Fredriksen, Norsk Melodi Grand Prix före Winds of the Northern Sea, framförd av Elisabeth Andreassen[8].

### Mars
- 14 – Jill Johnsons låt Kärleken är vinner den svenska uttagningen till Eurovision Song Contest på Malmö stadsteater i Malmö[9]

### April
- 2 – Världsstjärnan Rob Pilatus, medlem i Milli Vanilli, avlider av en överdos på ett hotell i Tyskland.

### Maj
- 9 – Dana Internationals låt Diva vinner Eurovision Song Contest i Birmingham för Israel[10].
- 10 – Dansrestaurangen Smögenbaden i Sverige, som invigdes 1935, brinner ner till grunden.[3]
- 12 – De amerikanska tonårsstjärnorna Brandy och Monicas duett "The Boy Is Mine" släpps. Singeln kom att tillbringa rekordbrytande 13 veckor som etta på Billboards Billboard Hot 100 och blir en av de största duetterna i USA:s musikhistoria.[11]
- 20 – Världens största musikbolag skapas då kanadensiska Seagramkoncernen köper nederländska musikgiganten Polygram av Philips för 81 miljarder SEK och innebär att rättigheterna till bland annat Evert Taubes grammofoninspelningar hamnar i Kanada, då flera svenska musikbolag ägs av Polygram.[3]
- 29 – Geri Halliwell, alias "Ginger Spice", beslutar att lämna Spice Girls.[3]

### Juni
- 19 – Konsert med Big Bad Voodoo Daddy, Blink-182, Cherry Poppin' Daddies, Creed, The Crystal Method, Deftones, Everclear, Harvey Danger, Madness, Marcy Playground, Ozomatli, The Prodigy, Save Ferris och Third Eye Blind på KROQ Weenie Roast i Los Angeles, Kalifornien (USA)
- 25 – Kraftwerk spelar på Roskildefestivalen.

### Augusti
- 29 – Bee Gees inleder sin One Night Only-turné i Dublin.[12]

### September
- 5 – Svenska popgruppen Freestyle återförenas tillfälligt på Gröna Lund och spelar inför nästan 10 000 åskådare[13].
- 22 – "Nobody's Supposed to Be Here", en gospel-inspirerad R&B-låt framförd av den kanadensiska sångaren Deborah Cox, släpps som singel. Låten skapade musikhistoria när den låg kvar som etta i över 14 veckor på USA:s R&B-lista . Rekordet behölls i åtta år och blir sångarens framgångsrikaste musiksingel till dato.[14]

### November
- 10 – "When I Close My Eyes", en R&B-låt av den amerikanska sångaren Shanice, släpps som singel. Låten kom att skapa musikhistoria i USA när den gjorde det största hoppet i Billboard Hot 100:s historia. Den tog sig 75 placeringar upp från en 91:a plats till en 16:e.
- 22 – Anders Engbergs orkester vinner tävlingen Dansbandslåten med låten När kärleken slår till, skriven av Per Arne Thigerberg, Peter Bergqvist och Hans Backström. Evenemanget direktsänds i TV 4[15].

### December
- 19–20 – Konsert med Barenaked Ladies, Blink-182, Brian Setzer Orchestra, Cake, The Cardigans, Depeche Mode, Everlast, Garbage, Goo Goo Dolls, Hole, Korn, The Offspring, Reel Big Fish, Semisonic, The Smashing Pumpkins, Soul Coughing och Sugar Ray på KROQ Acoustic Christmas i Los Angeles, Kalifornien (USA)

### Okänt datum
- Polarpriset tilldelas den indiske sitarmusikern Ravi Shankar och till den amerikanske musikern och pianisten Ray Charles.
- Alla album av den brittiska hårdrocksgruppen Iron Maiden återutges på CD.

## Priser och utmärkelser
- Albin Hagströms Minnespris – Sören Rydgren
- Alice Tegnér-musikpriset – Låt & Leklaget
- Atterbergpriset – Sten Hanson
- Birgit Nilsson-stipendiet – Anna Larsson och Dilber Yunus
- Stora Christ Johnson-priset – Jan Sandström för My Assam Dragon för saxofon och orkester
- Mindre Christ Johnson-priset – Kent Olofsson för Hephaestus Forge för slagverk och orkester
- Cornelis Vreeswijk-stipendiet – Stefan Sundström
- Fred Åkerström-stipendiet – Björn Ulvaeus
- Gevalias musikpris – Magnus Lindgren
- Hugo Alfvénpriset – Nils-Erik Sparf
- Jan Johansson-stipendiet – Georg Riedel
- Jazz i Sverige – Harald Svensson
- Jazzkatten
  - ”Årets jazzmusiker” – Per "Texas" Johansson
  - ”Årets jazzgrupp” – Per "Texas" Johansson kvartett och Bobo Stenson Trio
  - ”Årets nykomling” – Karl-Martin Almqvist
  - ”Musiker som förtjänar större uppmärksamhet/Grand Cru” – Krister Andersson
- Jenny Lind-stipendiet – Marika Schönberg
- Jussi Björlingstipendiet – Lars Cleveman
- Lars Gullin-priset – Peter Gullin
- Medaljen för tonkonstens främjande – Päkkos Gustaf, Anders R. Öhman, Herbert Blomstedt och Robert von Bahr
- Musikexportpriset – Max Martin
- Nordiska rådets musikpris – Konsert för klarinett och orkester av Rolf Wallin, Norge
- Polarpriset – Ray Charles och Ravi Shankar
- Rosenbergpriset – Sven-David Sandström
- Spelmannen – Hans Gefors och Bob hund
- Svenska Dagbladets operapris – Michiyo Hayashi
- Ulla Billquist-stipendiet – Viktoria Tolstoy
- Årets barn- och ungdomskörledare – Eva Ekdahl
- Årets körledare – Agneta Sköld

## Årets album
Vänligen sortera soloartister på efternamn, musikgrupper på förstabokstaven (utan engelskans "The" och "A")

### A – G
- Tori Amos – From the Choirgirl Hotel
- Anti-Flag – Their System Doesn't Work For You
- Backyard Babies – Total
- Bad Religion – No Substance
- Bazar Blå – Nordic City (debut)
- Beastie Boys – Hello Nasty
- Ben Folds Five – Naked Baby Photos
- Gunnar Bergsten – Somewhere
- Better Than Ezra – How Does Your Garden Grow?
- Black Ingvars – Schlager Metal
- Blandade artister – Dansbandslåten final 1998
- Blandade artister – Fiesta!
- Blind Guardian – Nightfall in Middle-Earth
- Andrea Bocelli – II Mare Calmo Della Sera, Viaggo Italiano, Bocelli, Hymn for the World 2
- Bo Kaspers orkester – I centrum
- Borknagar – The Archaic Course
- Billy Bragg & Wilco – Mermaid Avenue
- Jeff Buckley – Sketches for My Sweetheart the Drunk
- Caesars Palace – Youth Is Wasted on the Young
- The Cardigans – Gran Turismo
- Christopher Cross – Walking in Avalon
- Christopher Cross – The Concert
- Eric Clapton – Pilgrim
- Counting Crows – Across a Wire: Live in New York City
- Cradle of Filth – Cruelty and the Beast
- Christos Dantis – Tournas/Dantis Live
- Bruce Dickinson – The Chemical Wedding
- E-Type – Last Man Standing
- Eels – Electro-Shock Blues
- Lisa Ekdahl – Back to Earth
- Fatboy Slim – You've Come a Long Way, Baby
- Flying Butchers – The Flying Butchers
- Front Line Assembly – Re-wind
- Aurela Gaçe – Oh nënë
- Aurela Gaçe – The Best
- Gangsta Boo – Enquiring Minds
- Garbage – Version 2.0
- Jan Garbarek – Rites
- Goo Goo Dolls – Dizzy Up the Girl
- Guns N' Roses – Use Your Illusion

### H – R
- Hammerfall – Legacy of Kings
- Herbie Hancock – Gershwin's World
- The Hellacopters – Disappointment Blues
- Helloween – Better Than Raw
- Kikki Danielssons orkester – Dagar som kommer och går
- Lauryn Hill – The Miseducation of Lauryn Hill
- HIM – Greatest Lovesongs Vol. 666
- Hjalle & Heavy – På rymmen
- Hjalle & Heavy – 2:a säsongen
- Hole – Celebrity Skin
- Whitney Houston – My Love Is Your Love
- Iced Earth – Something Wicked This Way Comes
- Iron Maiden – Virtual XI
- Keith Jarrett – Tokyo '96
- Jill Johnson – När hela världen ser på[16]
- Juvenile – 400 Degreez
- Jacob Karlzon – Going Places
- Kent – Isola (engelskspråkig version)
- Kiss – Psycho Circus
- KMFDM – Agogo
- Lasse Stefanz – I ett fotoalbum
- Lasse Stefanz – Lasse Stefanz på Svensktoppen
- Linkin Park – Hybrid Theory (EP)
- Lotta Engbergs – Åh vad jag älskade dig just då[17]
- Kim Larsen – Luft under vingerne
- Olle Ljungström – Det stora kalaset
- Madonna – Ray of Light
- Manic Street Preachers – This Is My Truth Tell Me Yours
- Manu Chao – Clandestino
- Marilyn Manson – Mechanical Animals
- Massive Attack – Mezzanine
- Master P – MP da Last Don
- Meat Loaf – The Very Best of Meat Loaf
- Brad Mehldau – The Art of the Trio II: Live at the Village Vanguard
- Brad Mehldau – The Art of the Trio III: Songs
- Metallica – Garage Inc.
- Mia X – Mama Drama
- Mithotyn – King of the Distant Forest
- George Michael – Ladies & Gentlemen: The Best of George Michael
- Modern Talking – Alone
- Modern Talking – Back for Good
- Nada Surf – The Proximity Effect
- Neutral Milk Hotel – In the Aeroplane Over the Sea
- Nightwish – Oceanborn
- Nile – Amongst The Catacombs Of Nephren-Ka
- Oasis – The Masterplan
- The Offspring – Americana
- Pers Hans Olsson – Låtar inifrån
- Tom Paxton – Live in Concert
- Placebo – Without You I'm Nothing
- The Presidents of the United States of America – Pure Frosting
- Queens of the Stone Age – Queens of the Stone Age
- R.E.M. – Up
- The Rasmus – Hellofatester
- The Real Group – One for All
- Emilia Rydberg – Big Big World [18]

### S – Ö
- Neil Sedaka – Tales Of Love
- Silkk The Shocker – Charge It 2 Da Game
- The Smashing Pumpkins – Adore
- Bruce Springsteen – Tracks
- Rod Stewart – When We Were the New Boys
- Timbaland – Tim's Bio: Life from da Bassment
- System of a Down – System of a Down
- Svante Thuresson – Vi som älskar och slåss
- Thåström – Singoalla
- Rebecka Törnqvist – Tremble My Heart
- The Vectors – The Vectors
- Anna Vissi – Antidoto
- Wannadies – Skellefteå
- Lars Winnerbäck – Med solen i ögonen
- Monica Zetterlund – Gyllene blad ur Monicas dagbok (samlingsalbum)
- Mats Öberg – Välling & fotogen

## Årets singlar och hitlåtar
Vänligen sortera soloartister på efternamn, musikgrupper på förstabokstaven (utan engelskans "The" och "A")
- 98° & Stevie Wonder – True to Your Heart
- Aaliyah – Are You That Somebody
- Bryan Adams & Melanie C – When You're Gone
- All Saints – Never Ever
- All Saints – Bootie Call
- Bachelor Girl – Buses and Trains
- Beastie Boys – Intergalactic
- Beastie Boys – Body Movin’
- bob hund – Nu är det väl revolution på gång
- Brandy och Monica – The Boy Is Mine
- Brandy – Top of the World
- Brandy – Have You Ever?
- The Corrs – What Can I Do
- Kikki Danielsson & Dr. Alban – Papaya Coconut (Come Along)
- Papa Dee – Island Rock
- Celine Dion – My Heart Will Go On
- Dr. Bombay – Calcutta (Taxi Taxi Taxi)
- Drömhus – Vill ha dej
- Destiny's Child – Get On the Bus
- E-Type – Angels Crying
- E-Type – Here I Go Again
- Five – Everybody Get Up
- Goo Goo Dolls – Iris
- Nanne Grönvall – Avundsjuk
- Hammerfall – Heeding the Call
- The Hellacopters – City Slang
- The Hellacopters – Like No Other Man
- The Hellacopters – Looking at Me
- The Hellacopters – Hey!
- Faith Hill – This Kiss
- Lauryn Hill – Doo Wop (That Thing)
- Hole – Celebrity Skin
- Dana International - Diva
- Iron Maiden – Futureal
- Iron Maiden – The Angel And The Gambler
- Jill Johnson – Kärleken är
- Kent – Saker man ser
- Kevin Ford & Rufus Black – All for Me
- Lasse Stefanz – I ett fotoalbum
- Lotta Engbergs – Åh vad jag älskade dig just då
- Manic Street Preachers – If You Tolerate This Your Children Will Be Next
- Madonna – Frozen
- Madonna – Ray of Light
- Ricky Martin – La copa de la Vida
- The Mavericks – Dance the Night Away
- The Offspring – Pretty Fly (for a White Guy)
- Metallica – Whiskey in the Jar
- Meja – All 'Bout the Money
- George Michael – Outside
- Moffatts – I'll Be There For You
- Moffatts – I Miss You Like Crazy
- Monica – The First Night
- Monica – Angel of Mine
- Next – Too Close
- Nordman – Hjälp mig att leva
- Jennifer Paige – Crush
- Petter – Vinden har vänt
- The Rasmus – Liquid
- Rammstein – Du riecht so gut '98
- Emilia Rydberg – Big Big World
- Savage Garden – Truly Madly Deeply
- Will Smith – Gettin' Jiggy Wit It
- Britney Spears – ...Baby One More Time
- Vikingarna – Kan man älska nå'n på avstånd

## Sverigetopplistan1998
| Datum                  | Låttitel                  | Artist/grupp             | Bakgrund    |
| ---------------------- | ------------------------- | ------------------------ | ----------- |
| 16 januari 1998 (5v)   | Torn                      | Natalie Imbruglia        | Australien  |
| 20 februari 1998 (1v)  | It's Like That            | Run DMC vs. Jason Nevins | USA         |
| 27 februari 1998 (11v) | My Heart Will Go On       | Céline Dion              | Kanada      |
| 15 maj 1998 (1v)       | This is How We Party      | S.O.A.P.                 | Danmark     |
| 22 maj 1998 (9v)       | Vill ha dig               | Drömhus                  | Sverige     |
| 31 juli 1998 (3v)      | Calcutta (Taxi Taxi Taxi) | Dr. Bombay               | Sverige     |
| 19 augusti 1998 (6v)   | La copa de la vida        | Ricky Martin             | Puerto Rico |
| 1 oktober 1998 (7v)    | Big Big World             | Emilia                   | Sverige     |
| 19 november 1998 (2v)  | Here I Go Again           | E-type                   | Sverige     |
| 3 december 1998 (5v)   | Believe                   | Cher                     | USA         |

## Jazz
- Zeena Parkins: No Way Back
- Evan Parker: Drawn Inward (ECM)
- Dave Holland: Points of View (ECM)
- Keith Tippett, Mujician: Colours Fulfilled
- Eric Reed: Pure Imagination
- World Saxophone Quartet: Selim Sivad: a Tribute to Miles Davis

## Klassisk musik
- Leonardo Balada – Folk Dreams (Three Pieces for Orchestra)
- Osvaldas Balakauskas – Symphony No. 4
- Louis Andriessen – Writing to Vermeer
- John Barry – The Beyondness of Things
- George Crumb – Mundus Canis (A Dog's World)
- Mario Davidovsky – String Quartet No. 5
- Ludovico Einaudi – Arie
- Lorenzo Ferrero – A Red Wedding Dress

## Födda
- 8 februari – Šarlote Lēnmane, lettisk sångare.
- 25 augusti – China Anne McClain, amerikansk skådespelare och singer-songwriter.
- 19 december – Frans Jeppsson-Wall, svensk sångare.

## Avlidna
- 5 januari – Sonny Bono, 62, amerikansk musiker och kongressledamot.
- 5 januari – Lars Kåge, 82, svensk skådespelare och sångare.
- 8 januari – Michael Tippett, 93, brittisk tonsättare.
- 11 januari – Klaus Tennstedt 71, tysk dirigent.
- 19 januari – Carl Perkins, 65, amerikansk musiker.
- 26 januari – Shinichi Suzuki, 99, upphovsman till Suzukimetoden.
- 1 februari – Lauritz Falk, 80, svensk skådespelare, regissör, sångare och konstnär.
- 6 februari
  - Carl Wilson, 51, amerikansk popmusiker, medlem av The Beach Boys.
  - Falco (eg. Hans Hölzel), 40, österrikisk musiker.
- 17 februari – Bob Merrill, 76, amerikansk textförfattare och populärmusikkompositör.
- 23 februari – Hans Rytterkvist, 71, svensk tonsättare.
- 24 februari – Miff Görling, 88, svensk kompositör, arrangör och musiker.
- 13 mars – Judge Dread (eg. Alexander Minto Hughes), 52, brittisk reggae- och skamusiker.
- 2 april – Rob Pilatus, 32, tysk sångare, modell och dansare, medlem i Milli Vanilli.
- 5 april – Cozy Powell, 50, engelsk trummis, medlem i Rainbow och Black Sabbath.
- 6 april – Tammy Wynette, 55, amerikansk countrysångare.
- 7 april
  - Elsie Bodin, 89, svensk sångare och skådespelare.
  - Wendy O. Williams, 48, amerikansk sångare, medlem i The Plasmatics.
- 17 april – Linda McCartney, 56, amerikansk musiker, gift med Paul McCartney.
- 2 maj – Hideto ”hide” Matsumoto, 33, japansk gitarrist, sångare och låtskrivare.
- 7 maj – Eddie Rabbitt, 56, amerikansk countrymusiker.
- 9 maj – Alice Faye, 83, amerikansk skådespelare och sångare.
- 14 maj – Frank Sinatra, 82, amerikansk sångare.[3]
- 15 juni – Jokkmokks-Jokke (eg. Bengt Djupbäck), 83, svensk trubadur.
- 6 juli – Roy Rogers, 86, amerikansk skådespelare och sångare.
- 23 juli – André Gertler, 90, ungersk violinist.
- 3 augusti – Alfred Schnittke, 63, rysk postmodern kompositör.
- 19 augusti
  - Ilva Ligabue, 66, italiensk operasångare (sopran).
  - Sylvia Stahlman, 69, amerikansk operasångare (sopran).
- 29 augusti – Charlie Feathers, 66, amerikansk country-musiker.
- 31 augusti – Denniz Pop, 35, svensk musikproducent.
- 14 september – Johnny Adams, 66, amerikansk bluessångare.
- 28 september – Olle Länsberg, 76, svensk författare, manusförfattare och sångtextförfattare.
- 2 oktober – Gene Autry, 91, amerikansk skådespelare och sångare.
- 11 oktober – Daniel Helldén, 80, svensk tonsättare och körledare.
- 20 november – Roland Alphonso, 67, jamaicansk musiker (saxofon)
- 4 december – Egil Johansen, 64, norsk-svensk jazzmusiker (slagverk), pedagog, kompositör och arrangör.
- 11 december – Lynn Strait, 30, amerikansk sångare, medlem i Snot.
- 25 december – Bryan MacLean, 52, amerikansk gitarrist och sångskrivare, medlem i (Love).

### Fotnoter
1. ↑  ”Nordman”. Arkiverad från originalet den 26 januari 2010. https://archive.is/20100126084705/http://www.nordmanclub.se/nordman/historia. Läst 15 april 2011.
2. ↑  Aftonbladet 4 januari 1998 – Dagens bild: Slog till under konserten
3. 1 2 3 4 5   När Var Hur 1999. Forum
4. ↑  Hundra år i Sverige – 1998, Hans Dahlberg, Albert Bonniers Förlag, 1999
5. ↑  ”Svensk mediedatabas”. http://smdb.kb.se/catalog/search?q=Popstad+typ%3Aradio&sort=OLDEST. Läst 3 juli 2011.
6. ↑  Information i Svensk mediedatabas. Arkiverad 1 december 2012 hämtat från the Wayback Machine.
7. ↑  ”Los Angeles’ House of Blues plays host…”. ThisDayInRock.com. 1998. Arkiverad från originalet den 24 februari 2011. https://web.archive.org/web/20110224162131/http://www.thisdayinrock.com/index.php/general/1998-los-angeles-house-of-blues-plays-host/. Läst 6 februari 2010.
8. ↑  Elisabeth Andreassen fansite – Melodifestivalen Arkiverad 5 juli 2008 hämtat från the Wayback Machine.
9. ↑  ”Poplight – Melodifestivalen”. Arkiverad från originalet den 24 maj 2012. https://archive.is/20120524214240/http://poplight.zitiz.se/melodifestivalen/1998. Läst 24 maj 2012.
10. ↑  ”Poplight – Eurovision Song Contest”. Arkiverad från originalet den 24 maj 2012. https://archive.is/20120524214241/http://poplight.zitiz.se/eurovision-song-contest/1998. Läst 24 maj 2012.
11. ↑  Farber, Jim (6 februari 2002). ”At Age 21, The N.J.-based Producer Is King of His World”. NY Daily News. Arkiverad från originalet den 10 oktober 2008. https://web.archive.org/web/20081010151245/http://www.nydailynews.com/archives/entertainment/2000/02/06/2000-02-06_r___b_rodney_at_age_21__the_.html. Läst 22 april 2008.
12. ↑  ”People”. The Fresno Bee (Fresno, California: The McClatchy Company):  s. A2. 4 juni 1998. ISSN 08896070. Läst 6 februari 2009.
13. ↑  Aftonbladet 6 september 1998 – Vilken härlig återförening, Freestyle
14. ↑  ”Crawford Knows His Way With Ballads”. Billboard Magazine. Arkiverad från originalet den 14 augusti 2014. https://web.archive.org/web/20140814115845/http://books.google.se/books?id=kxEEAAAAMBAJ&pg=PA41&dq=%22Deborah+cox%22+%2B+%22Nobody%27s+supposed+to+be+here%22&hl=sv&ei=x3duTaPeBobBswbBj4D0Dg&sa=X&oi=book_result&ct=result&resnum=10&ved=0CEwQ6AEwCQ#v=onepage&q=%22Deborah%20cox%22%20%2B%20%22Nobody%27s%20supposed%20to%20be%20here%22&f=false. Läst 2 mars 2011.
15. ↑  Information i Svensk mediedatabas. Arkiverad 30 november 2012 hämtat från the Wayback Machine.
16. ↑  Jill Johnsons diskografi – När hela världen ser på Arkiverad 13 augusti 2010 hämtat från the Wayback Machine.
17. ↑  Lotta Engbergs diskografi Arkiverad 3 februari 2011 hämtat från the Wayback Machine.
18. ↑  Aftonbladet 4 oktober 1998 – Stikkans son bakom nya stjärnskottet (läst 8 april 2011)